# Gemssteig
Der Gemssteig ist eine Innerortsstraße der sächsischen Stadt Radebeul, gelegen im Stadtteil Niederlößnitz. Die schmale, mittelalterliche Berggasse beginnt direkt am Fuß des Steilhangs der Lausitzer Verwerfung an der Oberen Bergstraße bei der Einmündung des Ledenwegs und durchquert den Aufstieg in nordnordöstlicher Richtung bis zum Winzerhaus Erdmann, dann biegt sie nach Nordnordwest ab und trifft auf die Finstere Gasse.

## Ortslage und Bebauung

Koberscher Weinberg, Plan von 1714. Links der Gemssteig (Kemitz Gäßgen)

Haus Reinhardtsberg und Villa Oswald im 19. Jahrhundert. Blick auf Kötzschenbroda. Vor der Villa Oswald (linkes Gebäude rechts unten) verläuft der Gemssteig den Steilhang empor zur rechten Bildecke.

Die steile Berggasse liegt in der sächsischen Weingroßlage Lößnitz innerhalb der Einzellage Radebeuler Steinrücken und im Landschaftsschutzgebiet Lößnitz; sie gehört zum Denkmalschutzgebiet Historische Weinberglandschaft Radebeul. Sie beginnt auf etwa 146 m und steigt auf 200 m ü. NHN am Zusammentreffen mit der Finsteren Gasse. Über Grund ist sie dabei 335 Meter lang.
Der Gemssteig war die westliche Grenze des als Sachgesamtheit wie auch als Werk der Landschafts- und Gartengestaltung denkmalgeschützten Minckwitzschen Weinbergs. Der zwischen Oberer Bergstraße, Finsterer Gasse und Gemssteig gelegene Altenberg, eine vorherige Benennung, im Besitz von Hans Müntzmeister tauchte 1407 im Stadtbuch zu Dresden auf. 1412 verlehnte Markgraf Friedrich der Friedfertige die Weinberge Altenberg und Tasche an den Rat zu Dresden.
Am nördlichen Ende des Weinbergs liegt mit der Adresse Finstere Gasse 5 das 1933 von diesem abgetrennte Grundstück der denkmalpflegerischen Sachgesamtheit von Winzerhaus Erdmann, dem ehemaligen oberen Winzerhaus des Weinguts, auf dessen Tor der Gemssteig zuführt. Dieses Winzerhaus wurde 1724 an Stelle eines Vorgängerbaus dort errichtet. Von dort bilden Gemssteig und Finstere Gasse die obere Zuwegung vom Höhenweg aus.
Heute ist ein schmaler Streifen Land in der Breite von vier Hausnummern am linken Rand des Minckwitzschen Weinbergs unterhalb von Haus Erdmann abgetrennt und wird neu bebaut.
Auf der linken Seite des Gemssteigs liegt nicht nur das ebenfalls denkmalgeschützte Weinbergsanwesen der Villa Oswald mit Bauten spätestens aus dem 19. Jahrhundert, sondern gleich westlich daneben das Kulturdenkmal Haus Reinhardtsberg. Der dortige Ersatzbau aus dem Jahr 1770 steht am Fuß des bereits 1286 in einer Urkunde des Meißner Bischofs Withego I. erwähnten Lezenitzbergs (Namensgeber für die Lößnitz, heute Reinhardtsberg), der in jenem Jahr vom Bischof zusammen mit dem nebenanliegenden Aldenberg (Altenberg, siehe Minckwitzscher Weinberg) an den Dresdner Rat verlehnt wurde.

## Namensgebung
Die historische Berggasse wurde als Weiterführung des Ledenwegs bereits in den Kötzschenbrodaer Dorfrügen (Thanneberger Rügen von 1497) erwähnt. Die ursprünglich westslawische Bezeichnung Kempnitz oder Kampnitz (slaw. für steiniger/felsiger Weg) wurde im Laufe der frühen Neuzeit verballhornt: Zuerst entstand Kemnitzgäßchen, das zu Chemnitzgäßchen und dann um 1800 zu Gemssteig wurde. Der Name blieb bis heute.